# Frank Hurley
Frank Hurley, född 15 oktober 1885 i Sydney i New South Wales, död 16 januari 1962 i Sydney i New South Wales, var en australisk fotograf och upptäcktsresande. Han deltog i ett antal expeditioner till Antarktis och tjänstgjorde som officiell fotograf med de australiska styrkorna under båda världskrigen.
När Hurley var 17 år köpte han sin första kamera, en Kodak Box Brownie för 15 shilling, som han avbetalade med en shilling per vecka. Han lärde sig själv att fotografera och etablerade sig i vykortsbranschen, där fick han ett rykte om att sätta sig själv i fara för att producera fantastiska bilder, att stå sig framför ett mötande tåg för att fånga det på film. I sitt senare arbete använde han sig också av iscensatta scener, kompositbilder och bildmanipulation.

## Antarktisexpeditionerna
Hurley tillbringade mer än fyra år i Antarktis. 1908 fick han, då 23 år, veta att den australiensiske upptäcktsresanden Douglas Mawson planerade en expedition till Antarktis. 1911 rekommenderade hans kollega Henri Mallard Hurley som officiell fotograf till Mawsons expedition. Hurley var också den officiella fotografen på Ernest Shackletons transantarktiska expedition 1914. Hurleys fotografiska utrustning inkluderade biografprojektor, flera olika Kodak-kameror och olika objektiv, stativ och framkallningsutrustning, varav de mesta måste överges vid förlusten av deras skepp Endurance 1915. Han behöll bara en Vest Pocket Kodak-kamera och tre filmrullar, och under resten av expeditionen tog han totalt bara 38 bilder. Han valde och sparade 120 av sina glasplåtsnegativ och krossade cirka 400 av de återstående. Några av dessa plåtar från expeditionen är nu en del av samlingen på State Library of New South Wales. Hurley producerade många banbrytande färgbilder under expeditionen genom att använda den då populära Paget-processen vid framkallningen.

## Under krigen
Hurley fotograferade i Sydgeorgien 1917, och sammanställde senare sina rullar till dokumentärfilmen South 1919. Hans filmmaterial användes också i 2001 års IMAX-film Shackletons Antarctic Adventure. Han återvände till Antarktis 1929 och 1931, på Mawsons Antarctic Research Expedition. 1917 gick Hurley med i Australian Imperial Force (AIF) som hederskapten och fångade många slagfältsscener under det tredje slaget vid Ypern.
Hurley arbetade återigen som officiell fotograf under andra världskriget. Han var anställd av Australian Department of Information som chef för den fotografiska enheten från 1940 till 1943 i Kairo. Han tog den enda filmen från den första segern mot italienarna på Sidi Barrani i december 1940. Han fotograferade också slaget vid Bardia och belägringen av Tobruk 1941, och båda striderna vid El Alamein 1942.
I början av 1943 återkallades AIF 9:e divisionen till Australien för att bekämpa de japanska styrkorna i Stilla havet. Hurley valde att stanna kvar i Mellanöstern och accepterade tjänsten som Mellanösternchef för arméfilmer och propagandafilmer för det brittiska informationsministeriet. I denna egenskap reste han från Libyen till Persien, och gjorde regelbundna jobb för War Pictorial News och olika journalfilmer.
Han fotograferade två ledarkonferenser i Kairo och Teheran 1943. Endast en dagboksvolym  finns kvar för denna period och innehåller en sammanfattning av hans arbete från 1943 till 1944, under vilken han tog bilder till filmerna Vägen till Ryssland 1944. En dag i kungens liv 1944, och möjligen den första filmen av Marsh Arabs Garden of Eden 1945, och en del andra filmer om Teheran. 
Frank Hurley regisserade och filmade ett 15-tal dokumentärfilmer, och var fotograf till den i Australien populära melodramen The Squatter's Daughter från 1933 med Constance Worth i huvudrollen.

## Efter krigen
Efter återkomsten till Australien 1946 koncentrerade han sig på stillbildsfotografering och publicerade många böcker med fotografier av australiska landskap och städer. Föreläsningar och journalistik fyllde hans tid, och han fortsatte att resa, men främst inom Australien. Frank Hurley dog av en hjärtinfarkt i sitt hem på Collaroy Plateau i Sydney den 16 januari 1962. Han efterlämnade sin fru, en son och tre döttrar.

## Filmografi
- Home of the Blizzard (1913)
- Into the Unknown (1914)
- In the Grip of the Polar Ice (1917)
- South (1919)
- Pearls and Savages (1921)
- Jungle Woman (1926)
- The Hound of the Deep (1926)
- The Squatter's Daughter (1933)
- Silence of Dean Maitland (1934)
- Grandad Rudd (1935)
- Tall Timbers (1937)

## Galleri

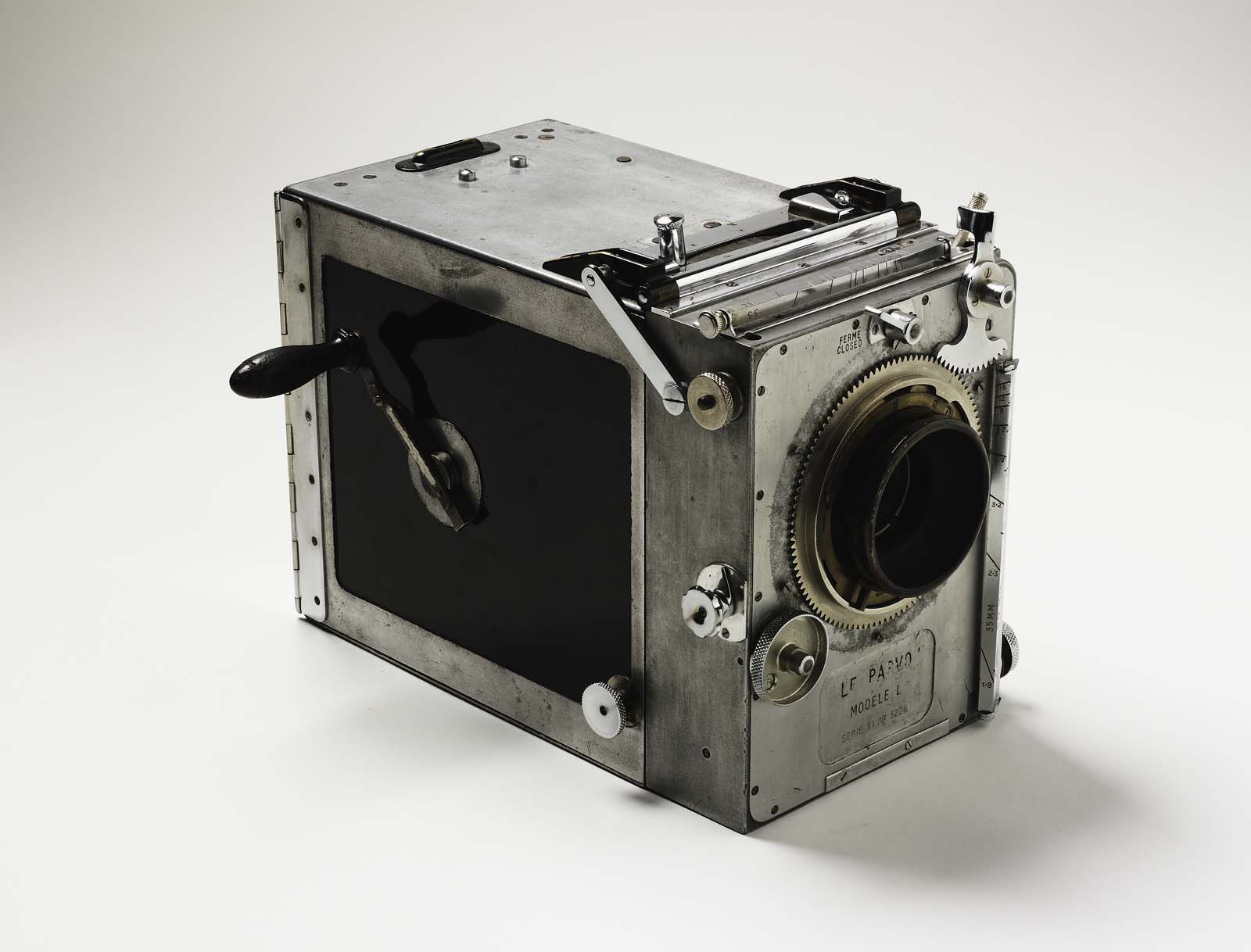
Hurleys filmkamera av märket Parvo som han använde i 30 år.
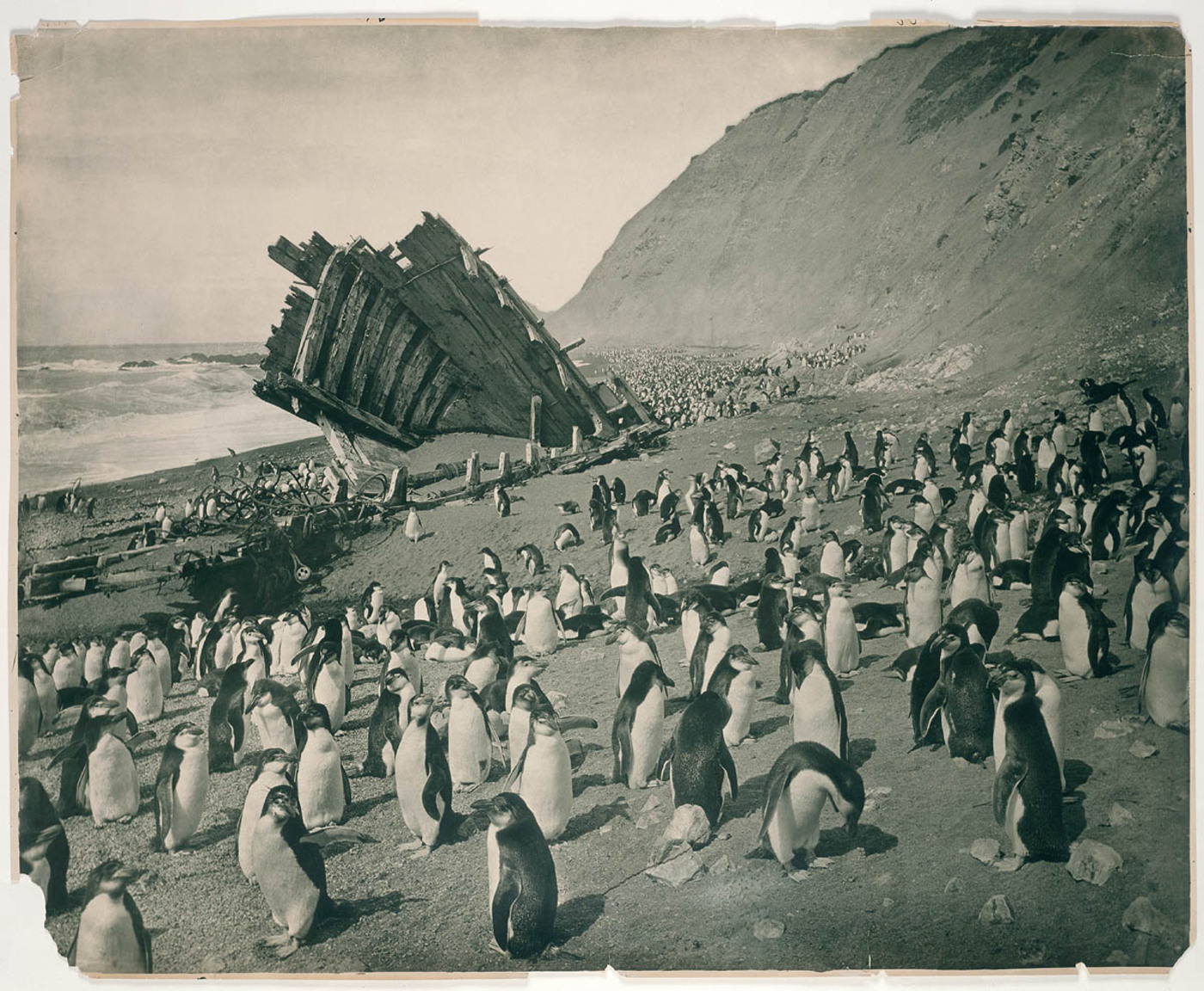
Pingviner och vraket av Gratitude vid Macquarieön 1911.
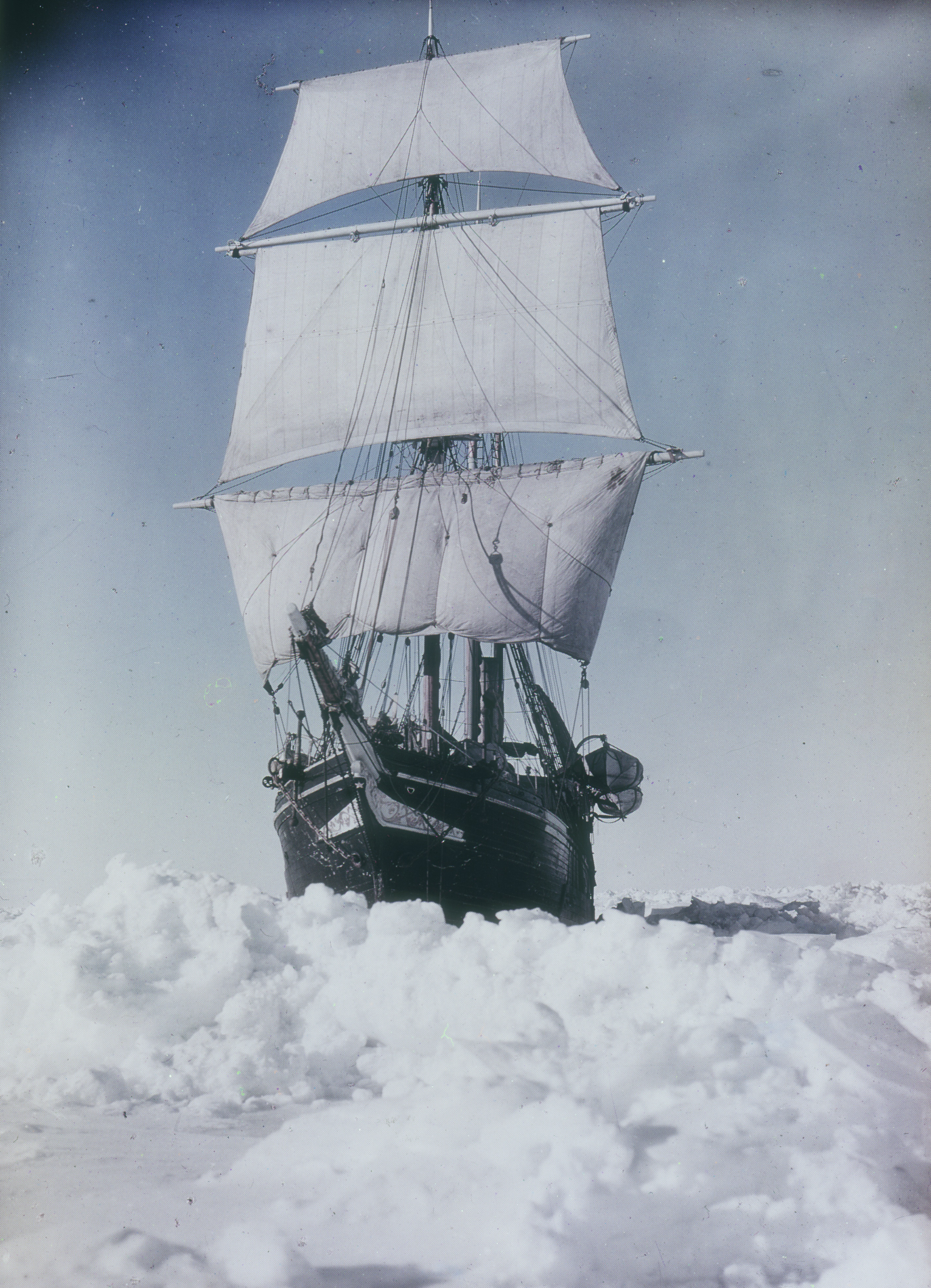
Endurance för fulla segel 1915.
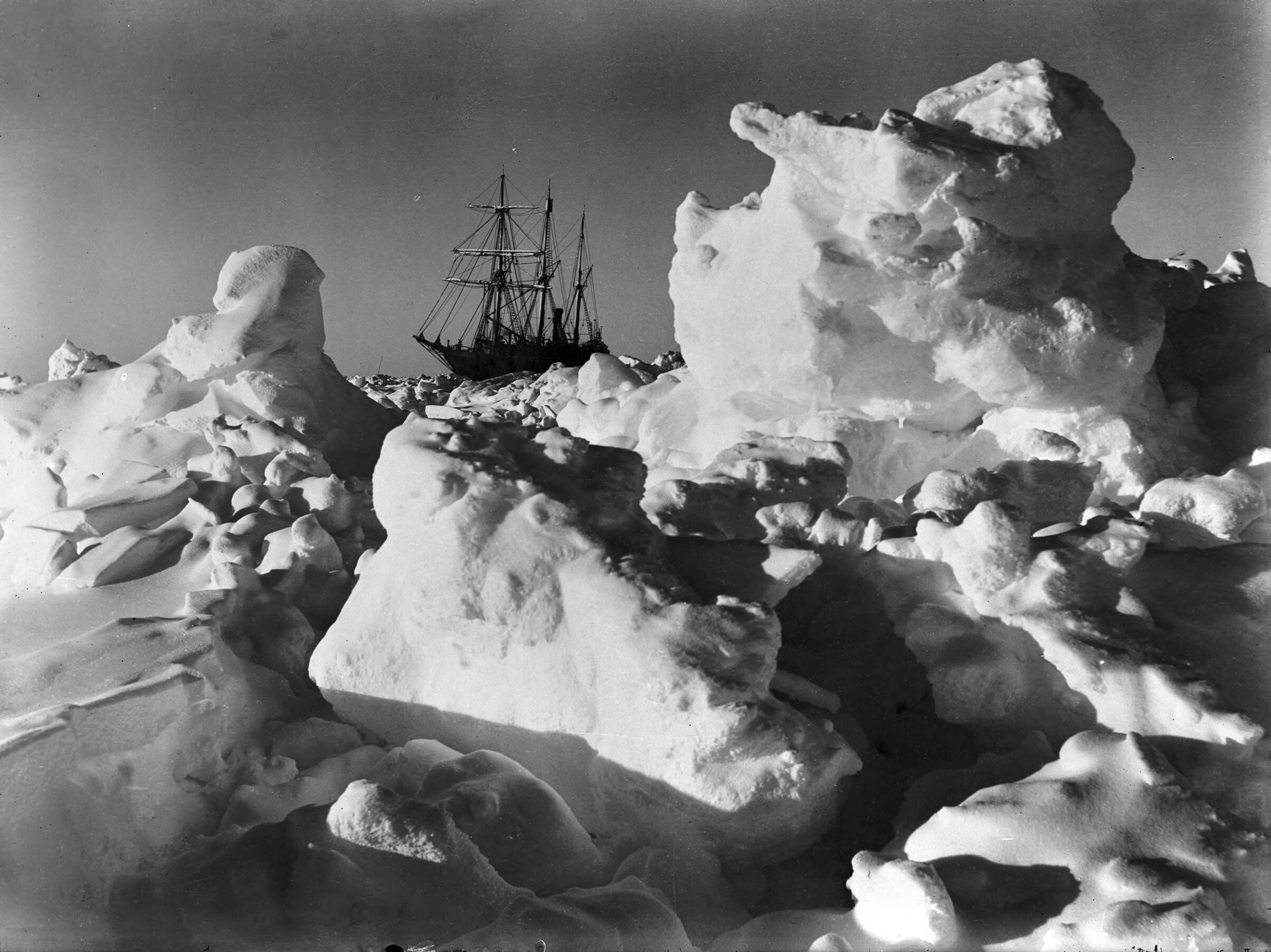
Endurance i packis 1915.
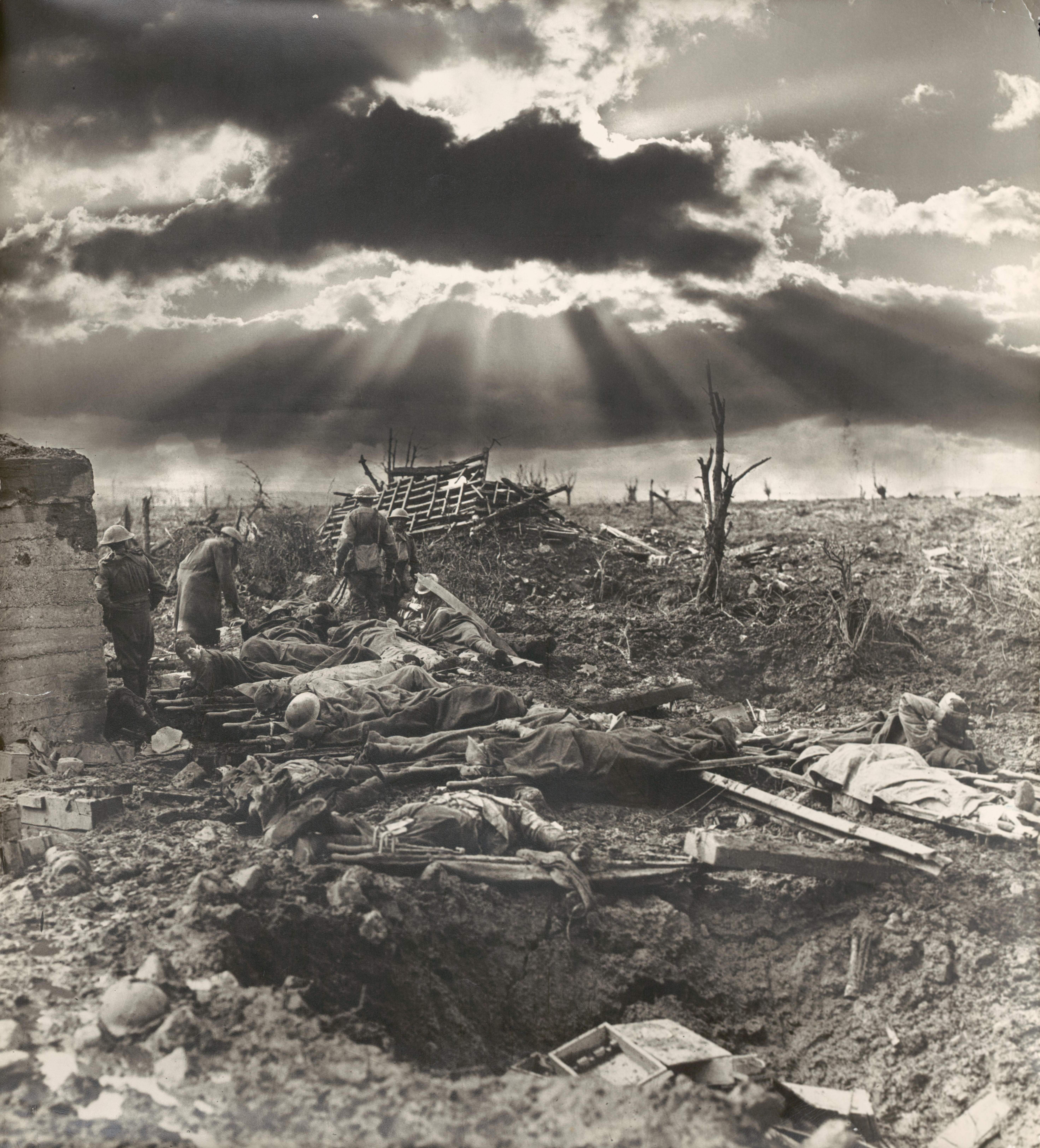
Em kompositbild från slaget vid Ypern 1917.
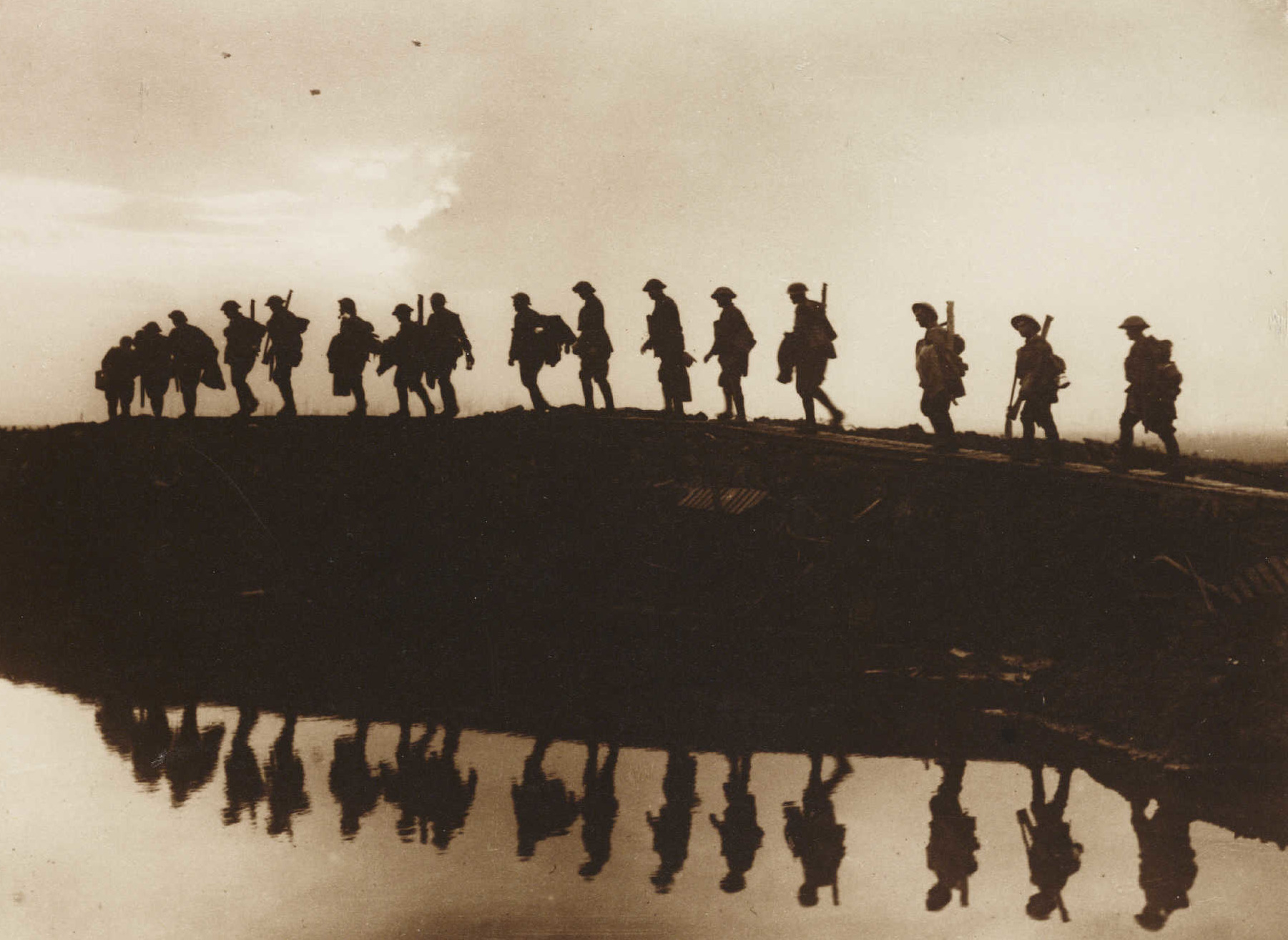
Från slagen vid Ypern.
En kompositbild.